# I Love You (film, 1986)
Pour les articles homonymes, voir I love you.
Pour plus de détails, voir Fiche technique et Distribution.
I Love You est une comédie dramatique franco-italienne réalisée par Marco Ferreri et sortie en 1986.
Il a été présenté en compétition au Festival de Cannes 1986. Le film raconte l'histoire de Michel, un séducteur (Christophe Lambert), qui travaille dans une agence de voyages. Il vit seul avec son copain Yves (Eddy Mitchell), chômeur. Il trouve un jour un porte-clefs en forme de visage féminin, qui répond « I Love You » quand on le siffle, et il en tombe amoureux. 

## Synopsis
Le personnage principal du film est un jeune homme nommé Michel. Il vit à la périphérie d'une grande ville industrielle. Michel se caractérise par le fait qu'il ne fait aucune distinction particulière entre les adultes et les enfants, les gens et les animaux, les êtres vivants et les objets inanimés.
Le voisin chômeur Ives « né sous le signe de la scoumoune, ascendant pas de cul », qui vient s'entasser régulièrement dans l'appartement de Michel, ne l'irrite pas, il ne le remarque même pas. Michel rompt avec son ex-petite amie sans la moindre émotion ; la jeune fille qui le suit partout et lui avoue son amour n'éveille aucun sentiment chez lui non plus. Michel ne refuse pas le sexe, mais il ne sait pas aimer les gens qui l'entourent. En revanche, il aime ses objets, comme sa moto. Le réalisateur exprime la manifestation anormale des attitudes consuméristes à travers les publicités qui jaillissent du téléviseur. Michel est un produit typique du système de consommation, et celui-ci lui a joué un tour cruel.
Un jour, après s'être moqué d'un couple d'amoureux et les avoir chassés, il trouve un porte-clefs sur le parking. Le porte-clefs est un simple jouet en forme de tête de femme miniature qui répond à un sifflement avec une voix de femme disant « I Love You ». Le jeune homme est complètement séduit. Michel entame une « histoire d'amour » avec le porte-clefs, qui lui fait vivre toutes les expériences romantiques qu'il vivrait avec une maîtresse : le Michel sans âme devient jaloux de sa « bien-aimée » lorsqu'elle répond aux sifflets d'autres hommes. Dans un accès de jalousie, il fonce délibérément dans un mur avec sa moto, après quoi il perd la capacité de siffler à cause d'une dent cassée. L'impossibilité d'entendre la phrase magique « I Love You » le rend fou, il sollicite alors les services d'une prostituée, mais celle-ci ne peut pas prononcer la phrase chérie comme le souhaiterait Michel.
Dans ce film, une scène fait référence à une scène d'un autre film de Ferreri, Dillinger est mort. Sur l'écran de télévision, on voit des plans de ce film qui poussent Michel à commettre un acte inhérent à toute personne jalouse, à savoir le « meurtre » de sa bien-aimée - un bibelot. Avec son voisin Ives, ils accomplissent l'acte rituel en brisant le jouet à l'aide d'un marteau.
Il semble que la libération tant attendue va arriver. Mais Michel voit à la télévision l'image d'un voilier de conte de fées avec une belle fille à bord, les sirènes l'appellent à nouveau et le forcent à prendre la mer à la poursuite de son nouveau rêve. Le beau mirage disparaît lentement dans les vagues sur l'air de La paloma, et cette vision devient la dernière de la vie de Michel....

## Fiche technique
- Réalisation : Marco Ferreri, assisté de Radu Mihaileanu
- Scénario : Marco Ferreri, Enrico Oldoini et Didier Kaminka
- Producteur : Maurice Bernart
- Photographie : William Lubtchansky
- Montage : Ruggero Mastroianni
- Musique : Philippe Sarde
- Décors : Jean-Pierre Kohut-Svelko
- Costumes : Nicoletta Ercole
- Production : Jacqueline Ferreri, Maurice Bernart, Jean Rouilly, Guy Verrecchia, Alain Sussfeld, Jacques Clément
- Sociétés de production : Alliance Films, UGC-Top N° 1, 23 Giugno, Films A2
- Pays de production :  France -  Italie
- Langue originale : français
- Durée : 101 minutes
- Dates de sortie : 
  - France : 14 mai 1986
  - Italie : 19 septembre 1986

## Distribution
- Christophe Lambert : Michel
- Eddy Mitchell : Yves
- Agnès Soral : Hélène
- Anémone : Barbara
- Flora Barillaro : Maria
- Marc Berman : Pierre
- Patrice Bertrand : client
- Paula Dehelly : mère de Pierre
- Jean Reno : le dentiste
- Maurizio Donadoni (it) : Georges
- Fabrice Dumeur : Marcel
- Carole Fredericks : Angèle
- Laurence Le Guellan : Nicole
- Olinka Hardiman : professeur
- Laura Manszky : Camelia / Isabelle
- Jeanne Marine : prostituée

## Accueil critique
« Les amoureux du chaos le savent : il y a toujours quelque chose à prendre chez Marco Ferreri. Même dans ses films les plus faibles. On mentira en disant que I Love You est le sommet de la carrière du Rabelais italien du siècle dernier. Loin de là. Mais assassiné par la presse lors de sa présentation au Festival de Cannes en 1986 puis lors de sa sortie en salles, I Love You ne mérite absolument pas un tel opprobre. »

— Critique de Romain le Vern sur le site Chaosreign.

### Distinctions
- Ce film a été en compétition pour la Palme d'Or du Festival de Cannes 1986[5]